# Veliko Trgovišće
Veliko Trgovišće es un municipio de la República de Croacia, situado en el Condado de Krapina-Zagorje.

## Geografía
Se encuentra a una altitud de 144 m s. n. m. y a 42,8 km de Zagreb, la capital del país.

## Demografía
En el censo de 2011 el total de población del municipio fue de 4.867 habitantes, distribuidos en las siguientes localidades:
- Bezavina - 109
- Domahovo - 386
- Družilovec - 466
- Dubrovčan - 803
- Jalšje - 369
- Jezero Klanječko - 227
- Mrzlo Polje - 215
- Požarkovec - 112
- Ravnice - 264
- Strmec - 166
- Turnišće Klanječko - 50
- Velika Erpenja - 108
- Veliko Trgovišće - 1 245
- Vilanci - 122
- Vižovlje - 225